# Diethylstannan
Diethylstannan ist ein zweifach ethylsubstituiertes Stannan.

## Darstellung
Diethylstannan kann durch Umsetzung von Diethylzinndichlorid mit Diisobutylaluminiumhydrid erhalten werden.
Weiterhin kann Diethylstannan durch Umsetzung von Dimethoxy(diethyl)stannan mit Diboran erhalten werden. Als Koppelprodukt entsteht hierbei Dimethoxyboran.